# Masato Katō
Masato Katō (jap. 加藤正人 Katō Masato;  ur. 28 marca 1963) – japoński projektant gier wideo i scenarzysta. 
Na początku swojej kariery pracował dla Tecmo, zajmując się seriami Captain Tsubasa oraz Ninja Gaiden. Następnie pracował dla firmy Gainax, po czym zaczął pracować dla Square. Jest najbardziej znany za napisanie scenariusza do gry Chrono Trigger (na podstawie szkicu historii napisanego przez Yūji Hori'i).
Aktualnie nie pracuje już dla Square i jest samo-zatrudnionym scenarzystą.